# Svärmare
För andra betydelser, se Svärmare (olika betydelser).
Svärmare (Sphingidae) är en familj av fjärilar. De flesta svärmare är nattaktiva, men det finns även dagaktiva arter, till exempel större dagsvärmare eller humledagsvärmare.

## Kännetecken
Svärmarna är medelstora till mycket stora fjärilar. Den största arten som påträffas i Sverige är dödskallesvärmaren som kan ha ett vingspann på 13 centimeter. De känns igen på att de har långsmala vingar och att framvingarna vanligen är större än bakvingarna.    
Larverna har på segment 4 till 10 sju snedstreck. Det bakersta strecket når fram till analhornet som ofta har en avvikande färg från resten av kroppen. En del arter har dock reducerat analhorn. 

## Levnadssätt
Svärmarna är ofta mycket skickliga flygare och i familjen finns flera arter som flyttar långt. Det finns både arter med välutvecklad sugsnabel och de som inte alls tar näring som imago. De som har sugsnabel brukar hovra som en kolibri  framför den blomart svärmararten i fråga föredrar medan de suger nektar ur blomman med sin långa sugsnabel. I tropiska miljöer minskar detta beteende risken att fjärilen blir uppäten av spindlar och andra rovdjur som gömmer sig i blommorna.

## Systematik
Familjen delas in i tre underfamiljer:
- Smerinthinae
- Sphinginae
- Macroglossinae

Det finns mer än 1230 kända arter i familjen, varav 125 är funna i palearktis och 33 i Europa.

## Arter i Norden
- Smerinthinae
  - Mimas
    - Lindsvärmare (M. tiliae)

  - Smerinthus
    - Videsvärmare (S. ocellata)

  - Laothoe
    - Poppelsvärmare (L. populi)
    - Aspsvärmare (L. amurensis)
- Sphinginae
  - Agrius
    - Åkervindesvärmare (A. convolvuli)

  - Acherontia
    - Dödskallesvärmare (A. atropos)

  - Sphinx
    - Ligustersvärmare (S. ligustri)
    - Tallsvärmare (S. pinastri)
- Macroglossinae
  - Hemaris
    - Svävflugedagsvärmare (H. tityus)
    - Humledagsvärmare (H. fuciformes)

  - Macroglossum
    - Större dagsvärmare (M. stellatarum)

  - Daphnis
    - Oleandersvärmare (D. nerii)

  - Proserpinus
    - Dunörtssvärmare (P. proserpinus)

  - Hyles
    - Vitsprötad skymningssvärmare (H. euphorbiae)
    - Brunsprötad skymningssvärmare (H. gallii)
    - Vitribbad skymningssvärmare (H. livornica)

  - Deilephila
    - Större snabelsvärmare (D. elpenor)
    - Mindre snabelsvärmare (D. porcellus)

  - Hippotion
    - Silverbandssvärmare (H. elpenor)

## Bildgalleri

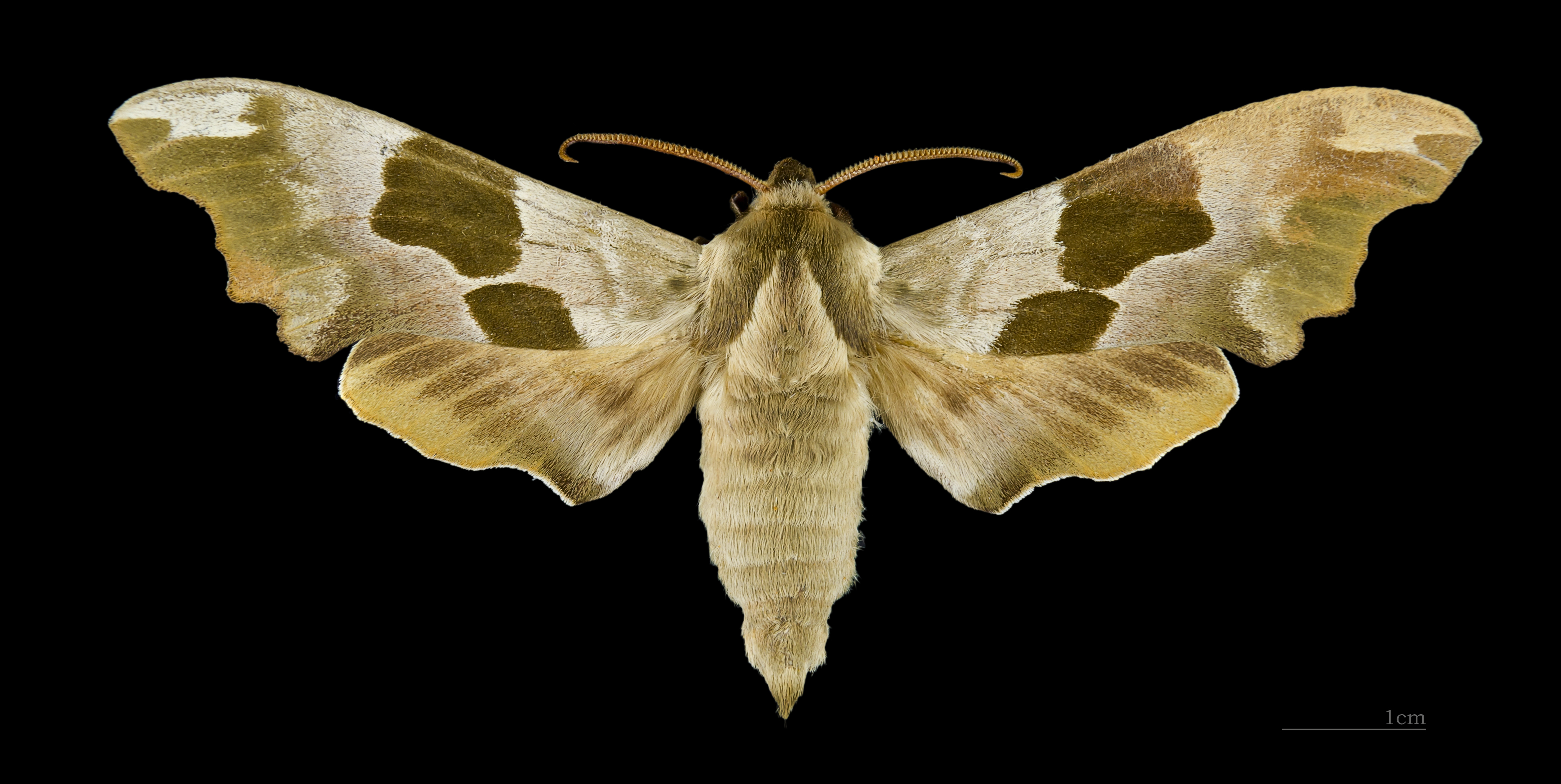
Lindsvärmare, Mimas tiliae
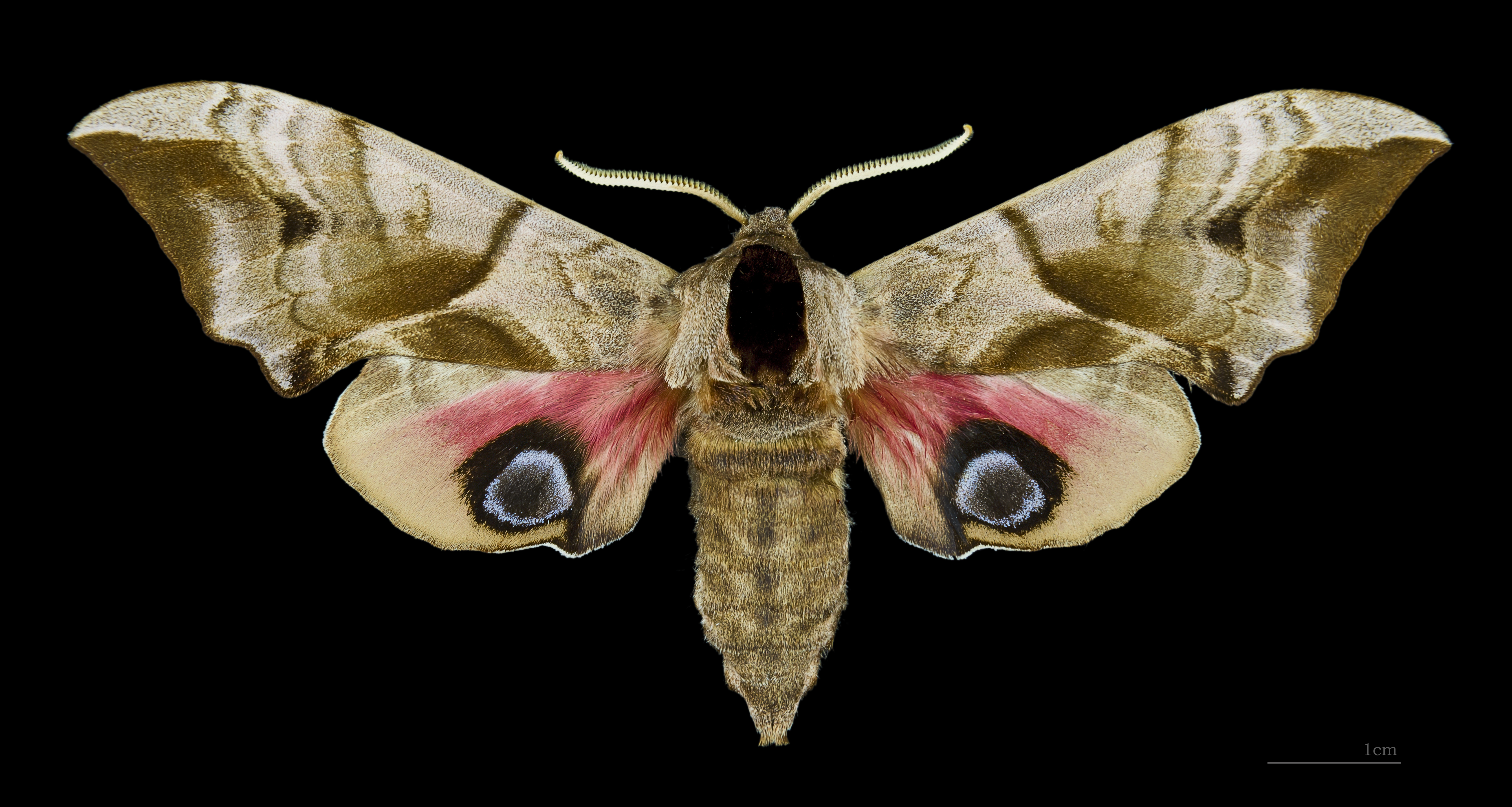
Videsvärmare, Smerinthus ocellata
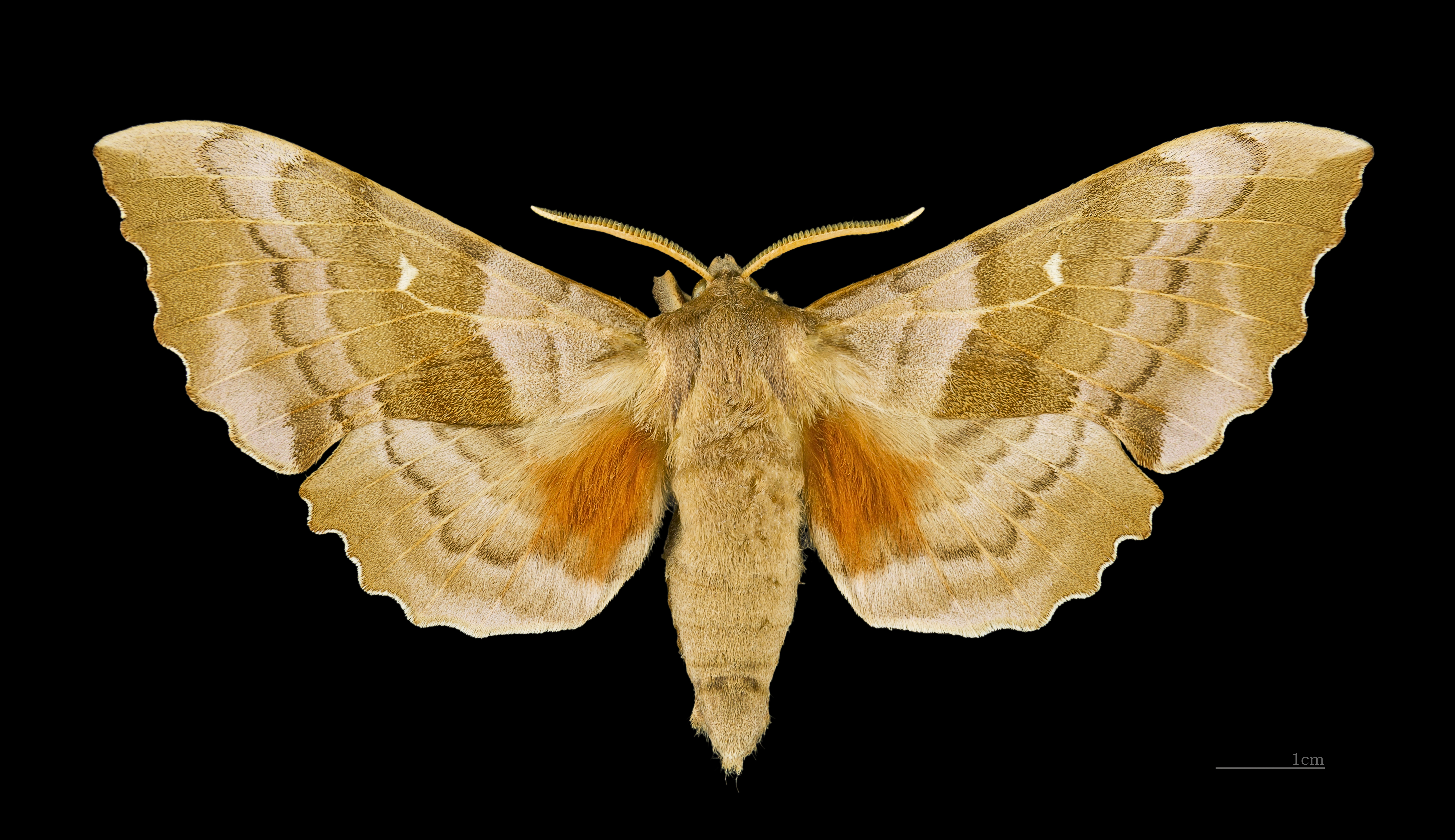
Poppelsvärmare, Laothoe populi
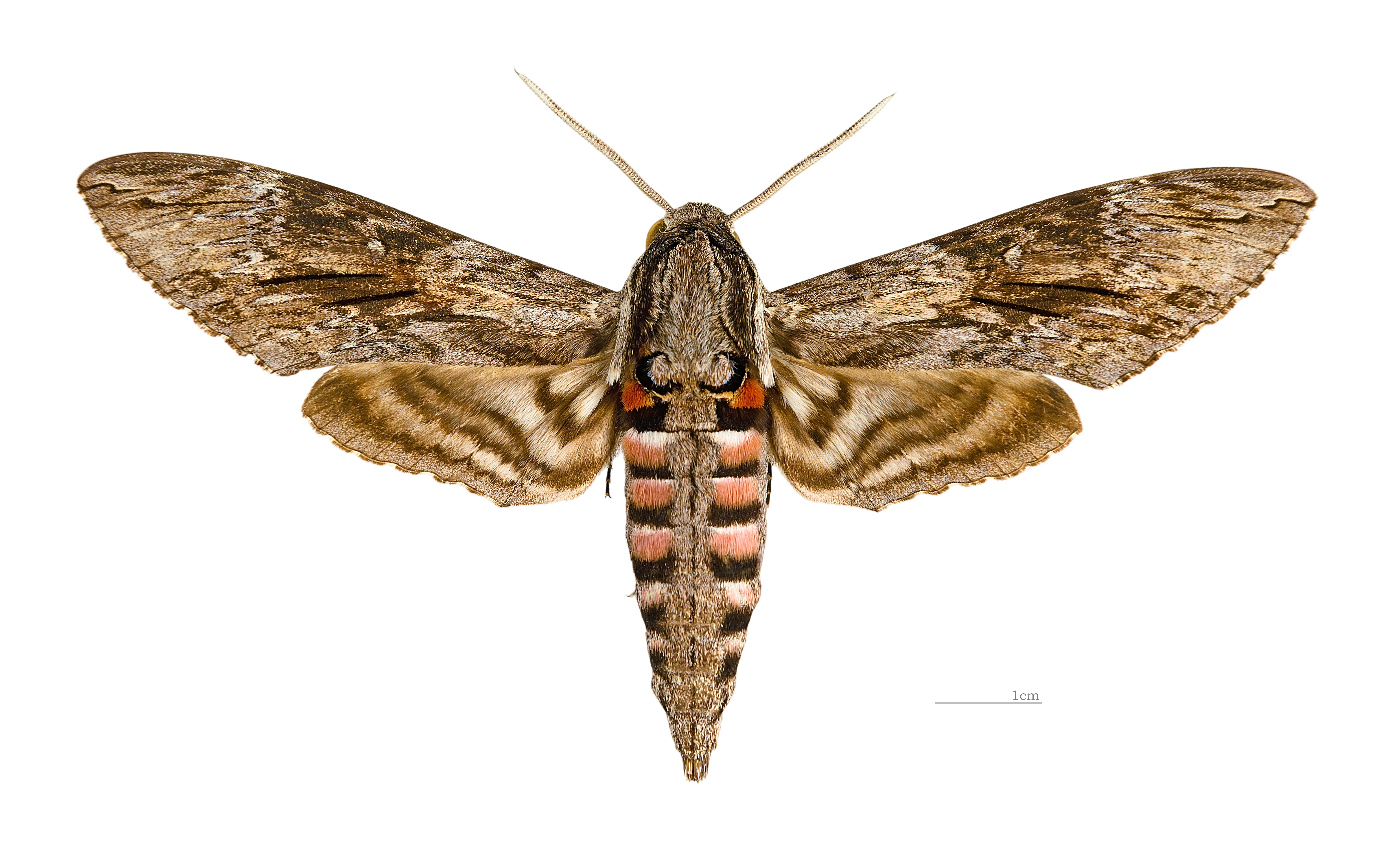
Åkervindesvärmare Agrius convolvuli
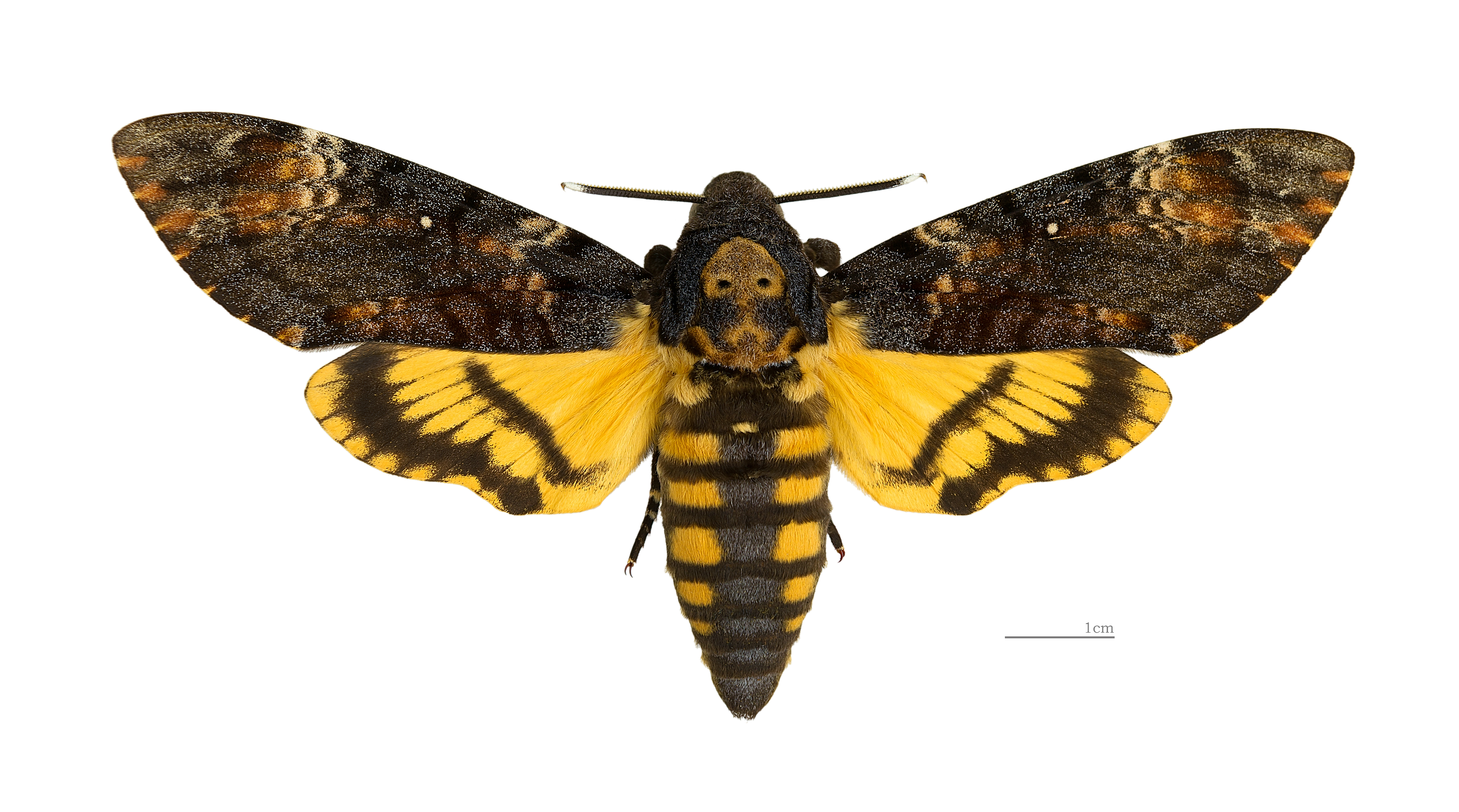
Dödskallesvärmare, Acherontia atropos
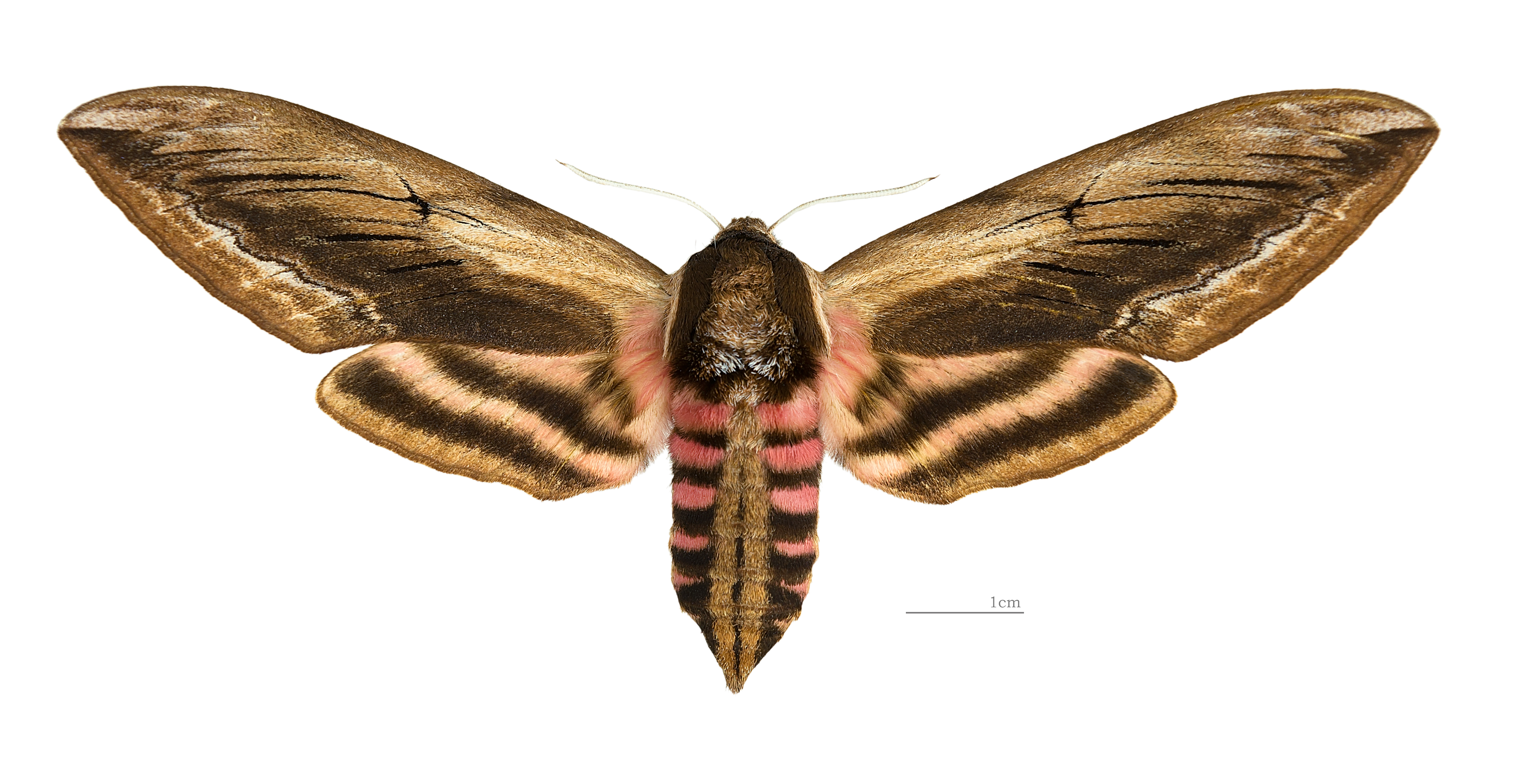
Ligustersvärmare, Sphinx ligustri
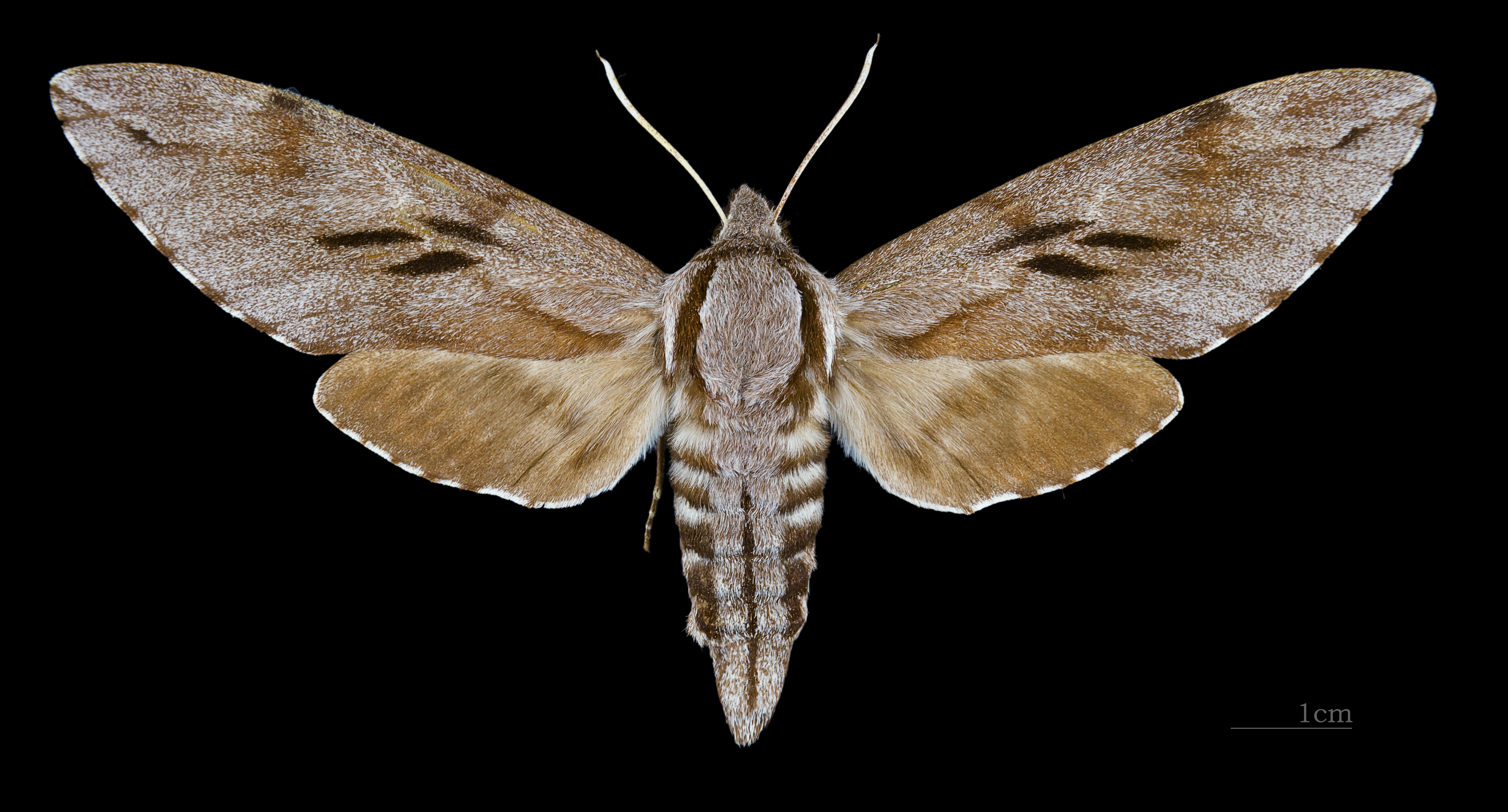
Tallsvärmare, Sphinx pinastri
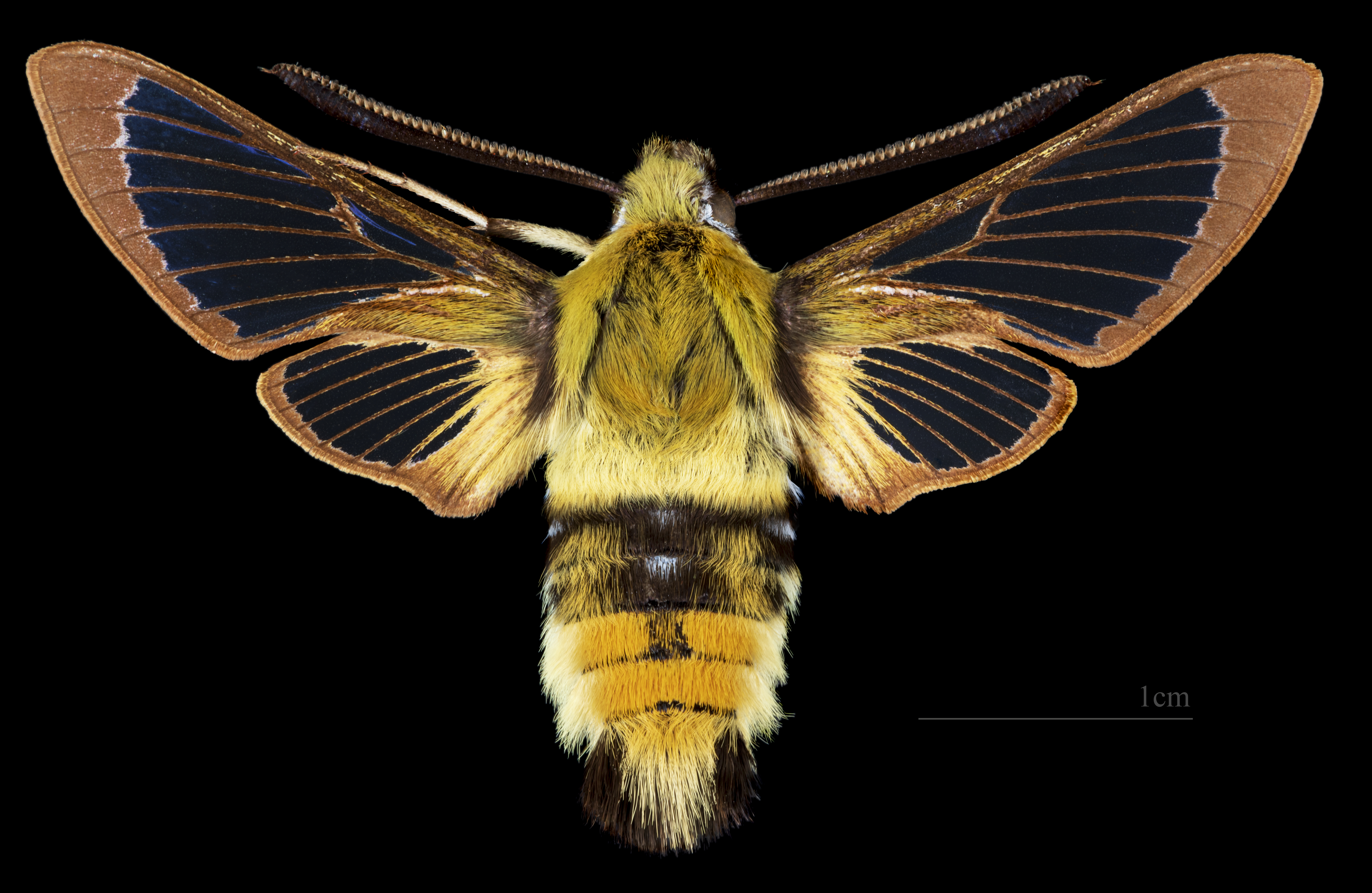
Svävflugedagsvärmare, Hemaris tityus
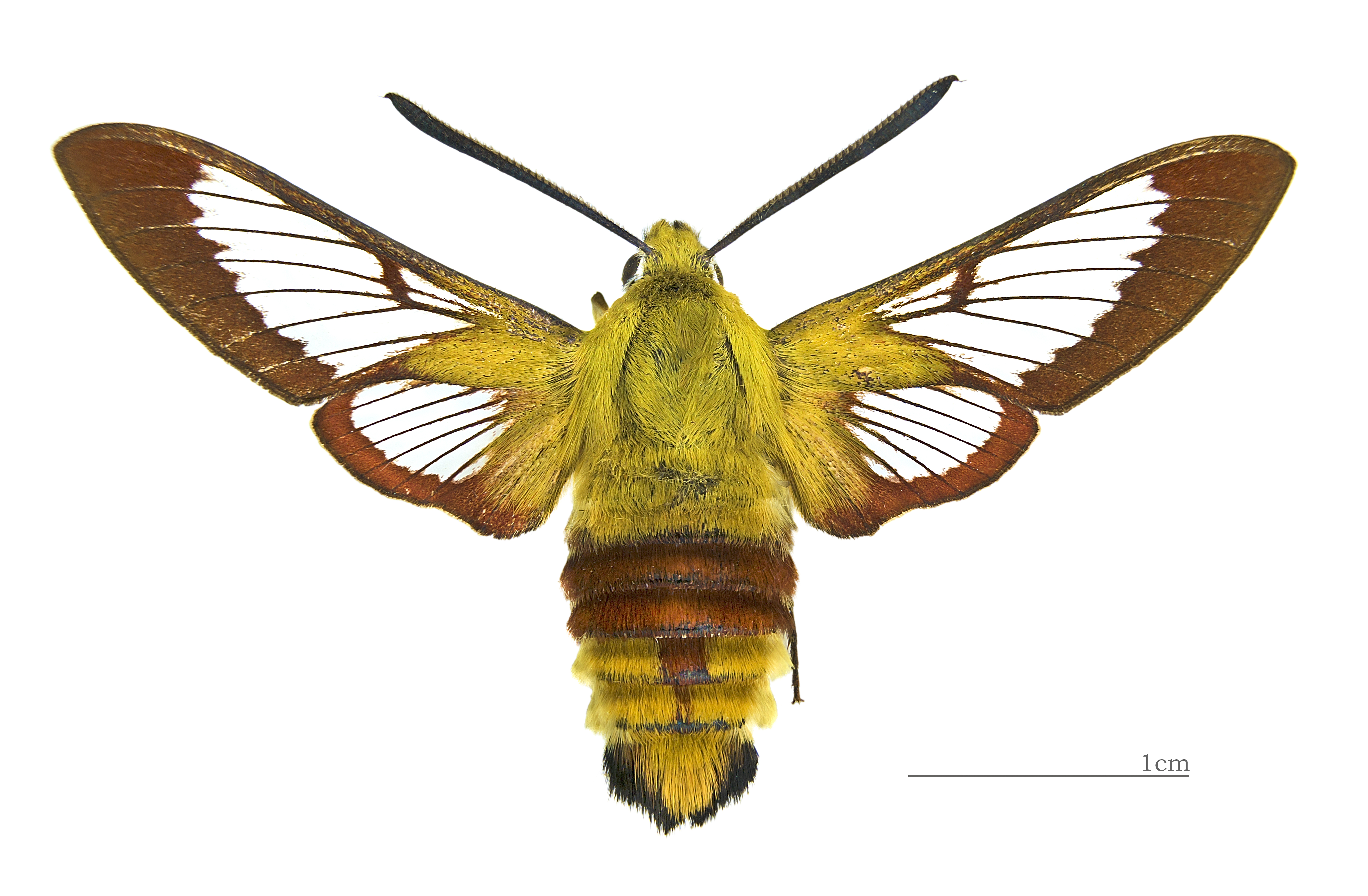
Humledagsvärmare, Hemaris fuciformis
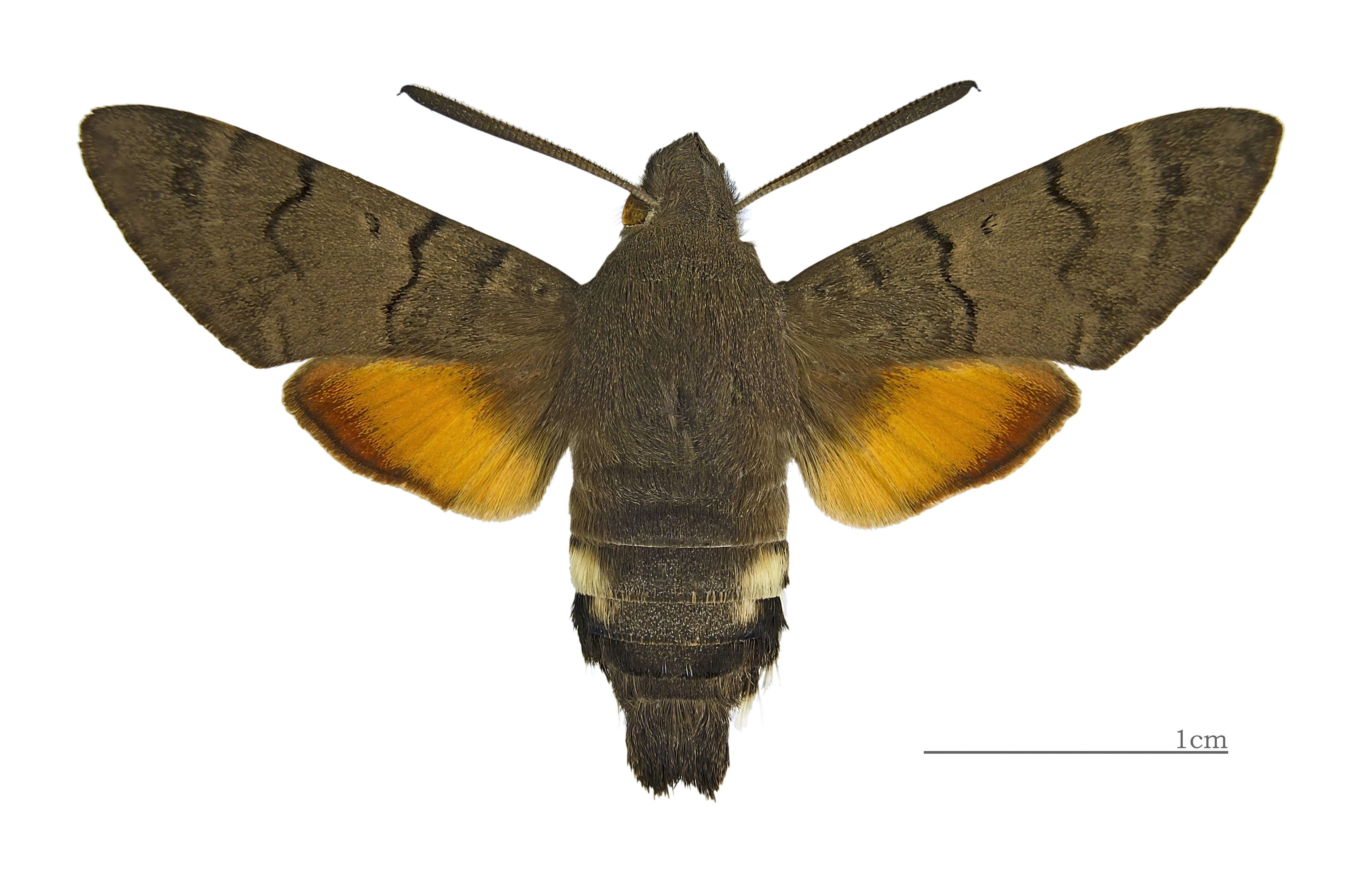
Större dagsvärmare, Macroglossum stellatarum
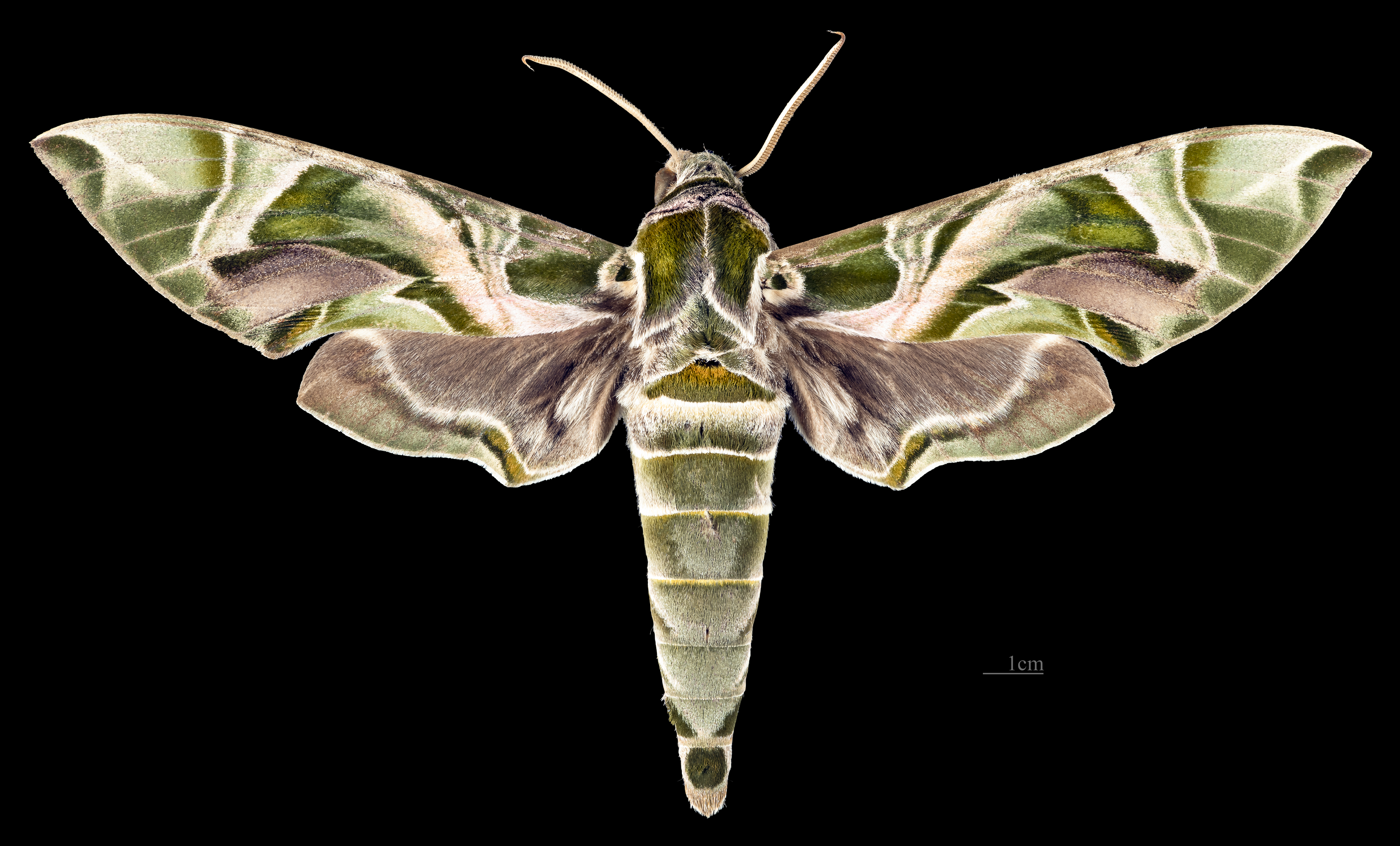
Oleandersvärmare, Daphnis nerii
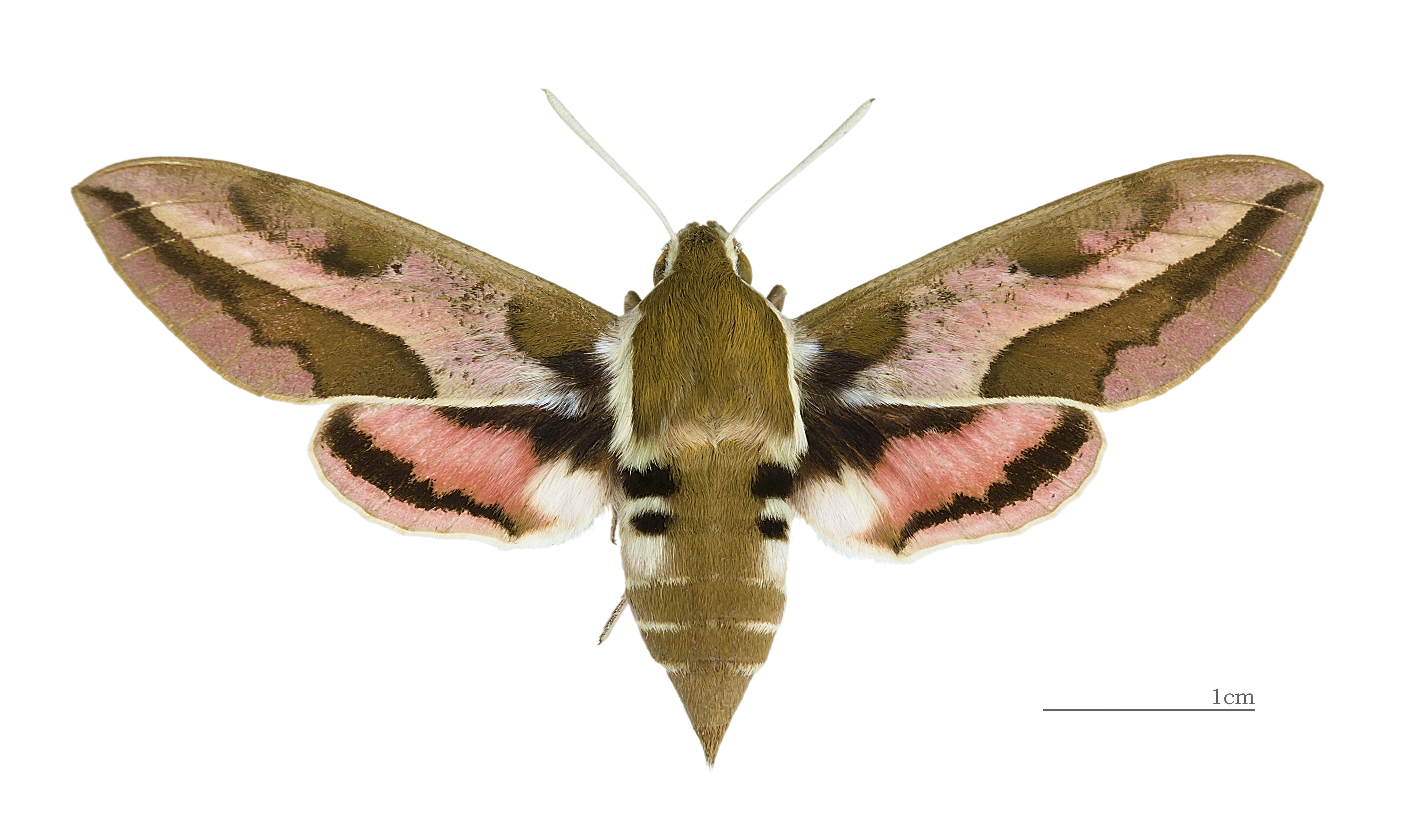
Vitsprötad skymningssvärmare, Hyles euphorbiae
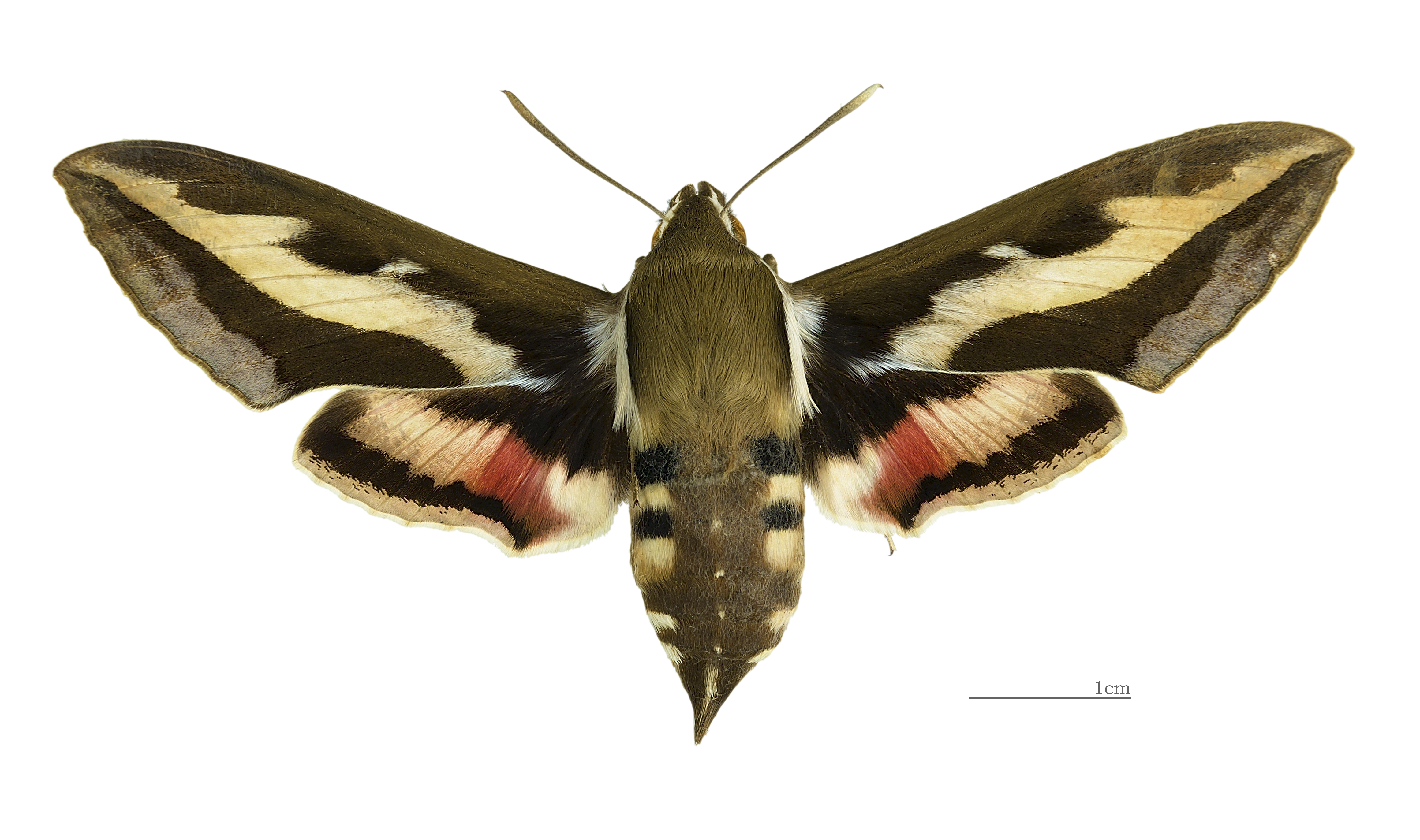
Brunsprötad skymningssvärmare, Hyles gallii
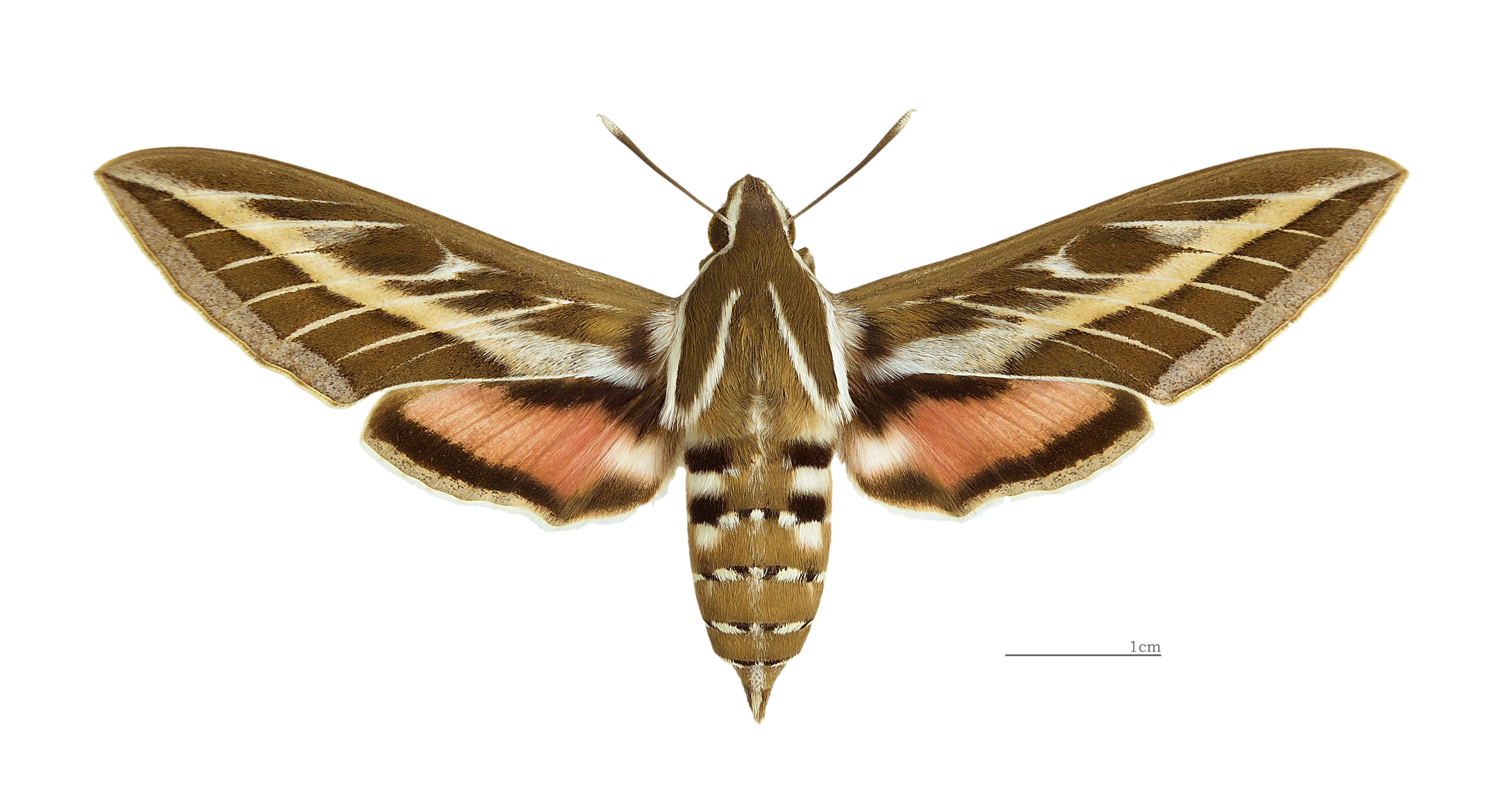
Vitribbad skymningssvärmare, Hyles livornica
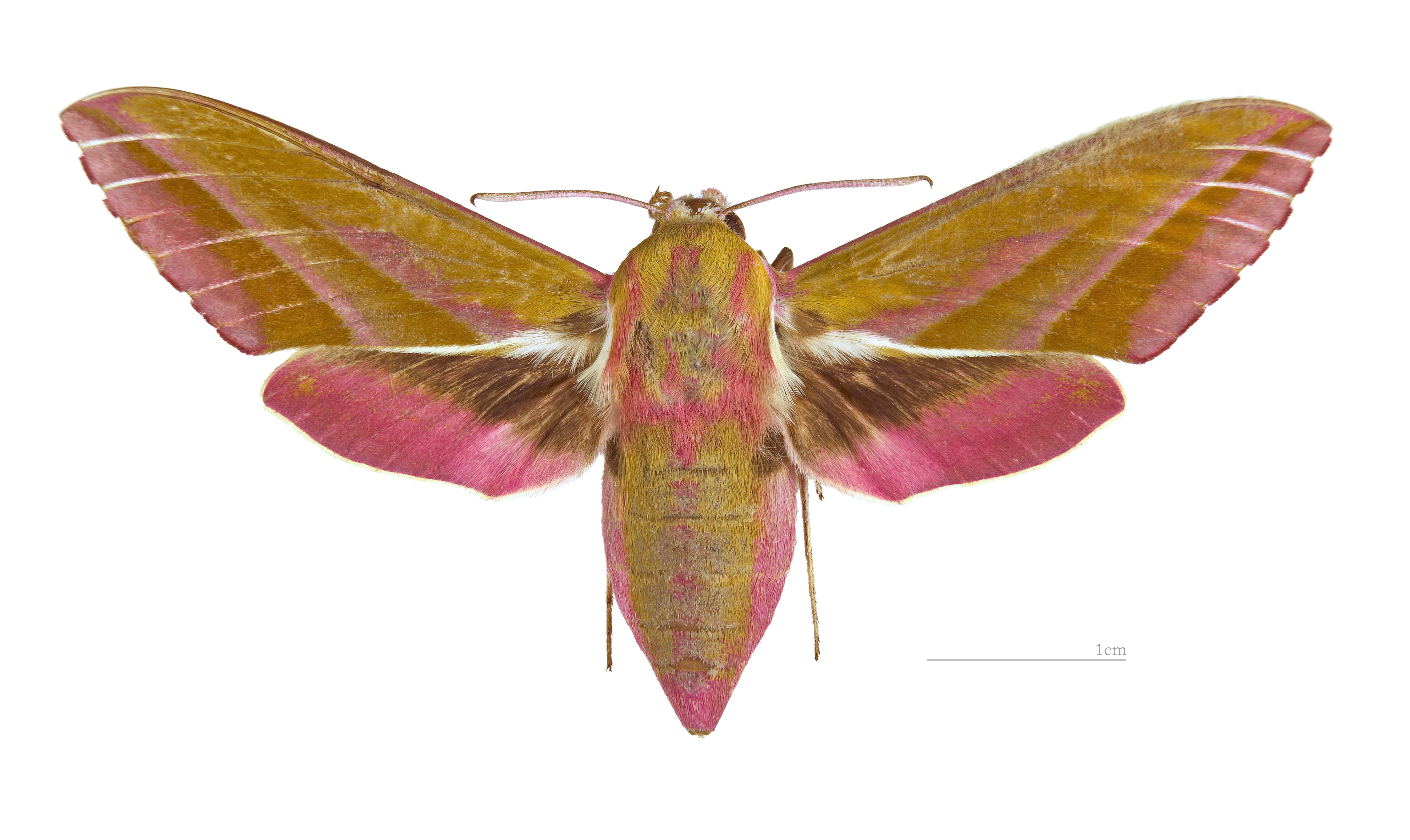
Större snabelsvärmare, Deilephila elpenor
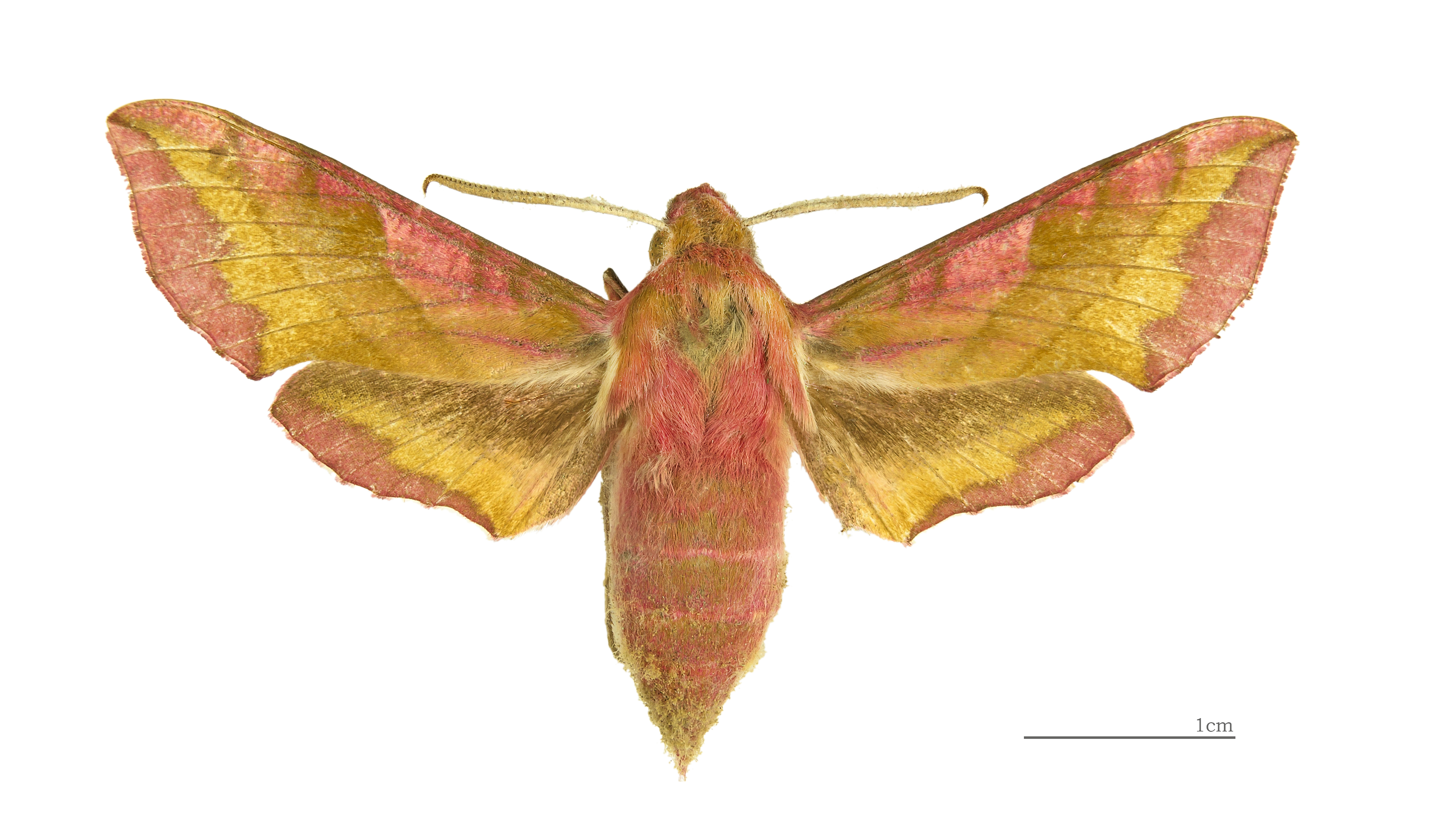
Mindre snabelsvärmare, Deilephila porcellus